# Putzbrunn
Putzbrunn je obec v německé spolkové zemi Bavorsko, v zemském okrese Mnichov ve vládním obvodu Horní Bavorsko.
V roce 2023 zde žilo 6 896 obyvatel.

## Poloha
Obec leží 13 km jihovýchodně od centra Mnichova a je složena ze čtyř vsí. 
Sousední obce jsou: Grasbrunn, Haar, Hohenbrunn, Mnichov, Neubiberg a Ottobrunn

## Historie

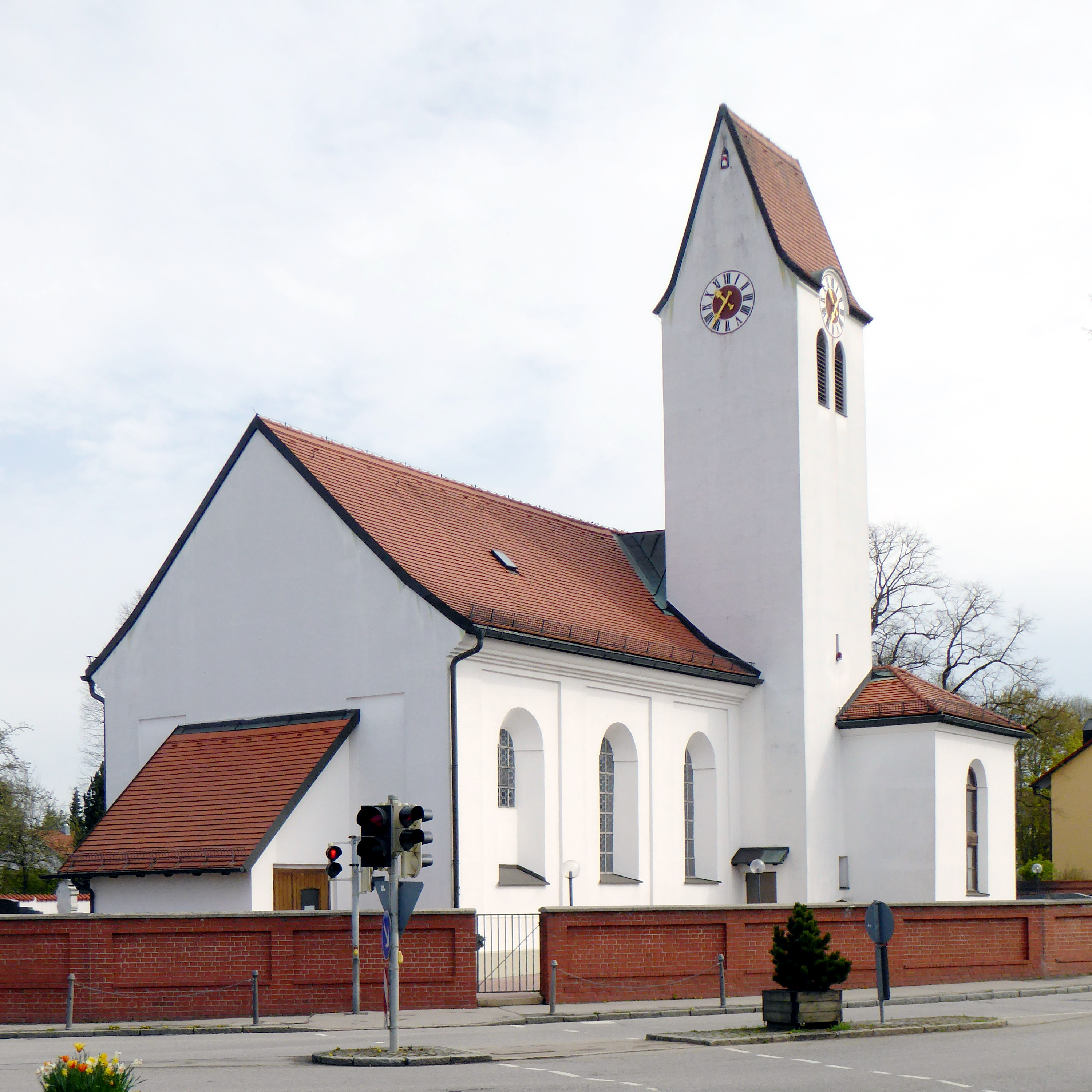
Farní kostel sv. Štěpána

První písemná zpráva pochází z listiny kláštera ve Freisingu z roku 770: je v ní zmíněn jistý Puzzi, jehož rod nejspíš pocházel z Hachingského údolí 
. Putzbrunn byl poprvé zmíněn v dokumentech salcburské arcidiecéze z let 976–991 jako Puzeprunnin, ve významu „Studna Puzzi“. Obyvatelé osad jako Putzbrunn  jihovýchodně od Mnichova se živili dovozem pitné vody do tohoto města, čerpali ji z hlubinných vrtů. Asi ve 12. století si obec postavila kostel. sv. Štěpána. V současnosti je v užívání také nový kostel téhož patrocinia.
Putzbrunn si zachoval svůj venkovský charakter, i když leží přímo za hranicemi Mnichova.

## Ekonomika
Od roku 1969 v obci sídlí textilka W. L. Gore & Associates GmbH. Počet obyvatel obce stále narůstá díky dopravní dostupnosti Mnichova, kam občané dojíždějí za prací. 

## Památky
- Farní kostel sv. Štěpána - základy s románskou věží pocházejí z 12. století; stavba je barokní z roku 1736; v interiéru 3 barokní oltáře, na hlavním oltáři stojí pozdně gotická socha Panny Marie.